# Chennai Open (WTA Tour)
Chennai Open – kobiecy turniej tenisowy kategorii WTA 250 zaliczany do cyklu WTA Tour, rozgrywany na kortach twardych w indyjskim Ćennaju od sezonu 2022.
Zmagania odbywają się na obiekcie SDAT Tennis Stadium.

## Mecze finałowe

### Gra pojedyncza kobiet
| Rok  | Zwyciężczyni      | Finalistka    | Wynik         |
| 2025 |                   |               |               |
| 2022 | Linda Fruhvirtová | Magda Linette | 4:6, 6:3, 6:4 |

### Gra podwójna kobiet
| Rok  | Zwyciężczynie                    | Finalistki                      | Wynik    |
| 2025 |                                  |                                 |          |
| 2022 | Gabriela Dabrowski Luisa Stefani | Anna Blinkowa Nateła Dzałamidze | 6:1, 6:2 |